# (6725) Engyoji
(6725) Engyoji est un astéroïde de la ceinture principale.

## Description
(6725) Engyoji est un astéroïde de la ceinture principale. Il fut découvert le 21 février 1991 à Nasukarasuyama par Shigeru Inoda et Takeshi Urata. Il présente une orbite caractérisée par un demi-grand axe de 3,15 UA, une excentricité de 0,12 et une inclinaison de 2,3° par rapport à l'écliptique.

## Compléments